# Misure di prevenzione
Le misure di prevenzione sono misure special-preventive, contemplate dai sistemi penali, considerate tradizionalmente di natura formalmente amministrativa, dirette ad evitare la commissione di reati da parte di determinate categorie di soggetti considerati socialmente pericolosi.

Vengono, quindi, applicate indipendentemente dalla commissione di un precedente reato, onde la denominazione di misure ante delictum o praeter delictum.

## Storia
Le misure di prevenzione traggono origine "dalla repressione penale degli oziosi e dei vagabondi. Questo della repressione penale degli oziosi e dei vagabondi costituisce una sorta di Leitmotiv di tutta la penalistica ottocentesca, ma non solo ottocentesca. Si tratta in realtà di un fenomeno che affonda le sue radici anche in epoca precedente. Ma è nell'Ottocento che la repressione penale degli oziosi e dei vagabondi prende quella forma che costituirà poi la premessa per il germogliare delle misure di prevenzione”.
Parallelamente, alcune emergenze politiche indussero il regime statutario ad affiancare alla persecuzione penale - legata al principio di tassatività ed alla natura giurisdizionale dell'accertamento - un regime parallelo, i cui effetti afflittivi erano presentati come meno gravi della pena ma, al contempo, di minore difficoltà di irrogazione, perché sostanzialmente affidata all'Esecutivo: in epoca liberale si trattò del domicilio coatto previsto dalla legge Pica contro il brigantaggio, in epoca fascista si trattò del confino previsto dal TULPS per gli oppositori e tutti coloro che apparivano socialmente pericolosi.

## Misure di prevenzione nell'ordinamento italiano

### Differenze con le misure di sicurezza
Misure di sicurezza e misure di prevenzione si distinguono nettamente sotto il profilo strutturale:
- le prime presuppongono la commissione di un fatto di reato o di quasi reato  − come nelle ipotesi previste dagli artt. 49 e 115 del codice penale;
- le seconde, viceversa, prescindono da tale presupposto e sono applicate sulla base di indizi di pericolosità contemplati da specifiche norme di legge.

Invero, la disciplina delle misure di prevenzione è ricavabile da una serie di stratificazioni legislative, ma il testo normativo fondamentale risulta oggi quello del Decreto legislativo 6 settembre 2011 n. 159, che ha definitivamente abrogato la vecchia disciplina.

### Tipi di Misure di prevenzione
Innanzitutto bisogna descrivere l'avviso orale
- avviso orale : consiste, essenzialmente, in un invito a cambiare condotta, rivolto in forma orale dal questore ed ha, quanto agli effetti, la sola funzione di costituire presupposto per la richiesta di applicazione delle misure di prevenzione come ad esempio la sorveglianza speciale nei confronti degli avvisati che non abbiano recepito l'ingiunzione a mutare vita. L'avviso orale è in qualsiasi momento revocabile a richiesta dell'interessato; il Consiglio di Stato ha stabilito che l'avviso orale semplice non è una misura di prevenzione, ma serve come presupposto alla emissione delle misure preventive
Le misure di prevenzione si distinguono in:
PERSONALI
rimpatrio con foglio di via obbligatorio: consiste nel disporre mediante foglio di via obbligatorio, sempre ad opera del questore, il ritorno nel comune di residenza ai soggetti inquadrabili in una delle categorie indicate dall'art. 1 della legge n. 1423 del 1956, che siano però, al contempo, pericolosi per la sicurezza pubblica;
- sorveglianza speciale: si applica ai soggetti che siano stati destinatari di un avviso orale, ma che non abbiano cambiato condotta e siano persone pericolose per la sicurezza pubblica. Tale misura può essere applicata solo a seguito di un procedimento giurisdizionale ed è accompagnata da una serie di prescrizioni. Alla sorveglianza speciale di pubblica sicurezza può essere aggiunto il divieto di soggiorno in una o più province o in uno o più comuni, ove le circostanze lo richiedano, e l'obbligo di soggiorno nel comune di residenza o dimora abituale, nei casi in cui le altre misure di prevenzione non garantiscano adeguatamente la sicurezza pubblica.
- la legge n. 401 del 1989 ha previsto una nuova misura di prevenzione personale, ovvero il divieto di accedere nei luoghi ove si svolgono manifestazioni sportive a carico di coloro che siano stati coinvolti in episodi di violenza negli stadi, o vi si rechino portando armi improprie, ed altresì a carico di coloro che, in passato, siano stati denunciati per episodi di violenza in occasione o a causa di manifestazioni sportive. In seguito, sulla scia del crescente allarme sociale e dei pericoli per l'ordine pubblico dei fenomeni hooligans e skinheads, il legislatore è intervenuto estendendo il divieto di accesso agli stadi ad una vasta cerchia di soggetti specificati dal d.l. n. 122 del 1993         ( convertito nella l. n. 205 del 1993 ).
- PATRIMONIALI

Le misure di prevenzione patrimoniali sono state introdotte dalla l. n. 646 del 1982 ( Rognoni – La Torre) in una prospettiva funzionale alla prevenzione antimafia. Difatti, considerati gli ingenti capitali accumulati dalle associazioni mafiose, è ragionevole presumere che la maggior efficacia preventiva sia potenzialmente esercitata da misure rivolte ad impedire od ostacolare l'acquisizione di ricchezza. Le misure di prevenzione di carattere patrimoniale possono essere:
- il sequestro: è un provvedimento di natura provvisoria e cautelare disposto dal tribunale qualora, sulla base di sufficienti indizi, si sospetti che i beni di cui dispone l'indiziato siano frutto di attività illecite o ne costituiscano il reimpiego;
- la confisca: costituisce un provvedimento ablativo da parte dello Stato e riguarda quei beni sequestrati dei quali non sia stata dimostrata la legittima provenienza. Tale misura suscita perplessità di legittimità costituzionale in quanto finisce con l'introdurre un'inversione dell'onere della prova, con conseguente violazione dei principi costituzionali della difesa e della presunzione di non colpevolezza.

### Presupposti per l'applicazione
Il procedimento ha ad oggetto l'accertamento della pericolosità del soggetto (intesa come attitudine a commettere reato), che si esprime attraverso “comportamenti sintomatici” di varia natura, non definiti tassativamente.

Oggetto, finalità e struttura del sistema delle misure di prevenzione sono modulati in funzione di un livello probatorio più basso rispetto al livello richiesto per l'affermazione di responsabilità in sede penale.

### Soggetti destinatari
I soggetti destinatari delle stesse, sono inquadrabili in tre tipi, originariamente definite dall'art. 1 legge 1423/1956 come modificato dall'art. 2 legge. n. 327/1988, oggi sostituito dall'art. 1 del D.Lgs. 159/2011, il Codice Antimafia:
1) coloro che debba ritenersi, sulla base di elementi di fatto, siano abitualmente dediti a traffici delittuosi;
2) coloro che, per la condotta ed il tenore di vita debba ritenersi, sulla base di elementi di fatto,  vivono abitualmente, anche in parte, con i proventi di attività delittuose;
3) coloro che per il loro comportamento, debba ritenersi, sulla base di elementi di fatto, siano dediti alla commissione di reati che offendono o mettono in pericolo l'integrità fisica o morale dei minorenni, la sanità, la sicurezza o la tranquillità pubblica.
Si osservi come le costanti critiche di illegittimità costituzionale al sistema delle misure di prevenzione abbiano indotto il legislatore, con l'intervento novellatore del 1988 sulla legge n. 1423/1956,  da un lato ad eliminare i tipi soggettivi empiricamente meno plausibili contenuti nell'originario testo legislativo, dall'altro a definire i restanti tipi soggettivi con maggiore precisione.
L'ambito di applicabilità delle misure di prevenzione è stato progressivamente esteso. Dapprima la 31 maggio 1965 n. 575 in funzione antimafia ha esteso l'applicazione delle misure di prevenzione agli «indiziati di appartenere ad associazioni mafiose» - laddove il fatto stesso che il legislatore richieda solo “indizi” di pericolosità sociale, evidenzia in modo chiaro la scelta di politica criminale operata.
Successivamente interviene ad opera della legge 22 maggio 1975 n. 152 (la cosiddetta legge Reale, dal nome del promotore Oronzo Reale), un'ulteriore estensione dell'ambito applicativo ad un nuovo tipo: i soggetti politicamente pericolosi.
Il carattere più rilevante di questa estensione consiste nell'aver ricollegato le misure di prevenzione non più a condotte presuntive e a modi di essere del soggetto, bensì «ad atti preparatori» che, come tali, possono anche limitarsi ad un preciso e circoscritto comportamento.

## Le pronunce della CEDU e della Corte Costituzionale
La Corte Europea dei Diritti dell’Uomo, chiamata più volte a pronunciarsi sulla questione, ne ha evidenziato l'indeterminatezza e la non conformità ai principi del giusto processo; il giudice di Strasburgo ha riconosciuto, tuttavia, in capo agli Stati, un'ampia discrezionalità per arginare i fenomeni, sempre più preoccupanti, di criminalità organizzata.
Sul piano interno, con la sentenza n. 93/2010, la Corte Costituzionale fa proprie alcune pronunce della CEDU, avviando un processo di giurisdizionalizzazione di siffatte misure; cosicché, da semplici “sanzioni amministrative” (sia pure già oggi applicate dal Tribunale penale) dovrebbero in futuro venir ad essere configurate come vere e proprie “sanzioni penali”, comminabili pertanto soltanto all'esito di un equo vero e proprio processo.